# جيري كولينز
جيري كولينز (بالإنجليزية: Jerry Collins)‏ (و. 1980 – 2015 م) هو لاعب اتحاد الرغبي، من نيوزيلندا، ولد في أبيا، مركز لعبه هو حامي الأجناب ‏، توفي في بيزييه، عن عمر يناهز 35 عاماً، بسبب حادث مرور.

## التعليم
تعلم في جامعة فيكتوريا.

## روابط خارجية
- جيري كولينز عل موقع إسبنسكروم (الإنجليزية)
- جيري كولينز على موقع ItsRugby.co.uk (الإنجليزية)